# 트라이플
트라이플 (trifle)은 잉글랜드 요리의 디저트 중 하나로, 셰리주에 재운 스폰지 케이크에 커스터드, 과일을 층층이 쌓아올리고 때에 따라 크림을 올린 요리이다. 과일층과 케이크층 사이에 과일맛 젤리를 채워 둥둥 띄운 모양을 내기도 하며, 각 재료의 층은 보통 서너개 층으로 이뤄져 있다. 트라이플에 들어갈 수 있는 재료는 굉장히 다양해서 어떤 것은 과일을 빼고 초콜릿, 커피, 바닐라를 채워넣기도 한다.
트라이플이라는 이름은 잡다한 재료가 들어갔다는 의미를 담고 있다. 16세기 중세 영어에서 유래한 말로, 당시에는 프루트 풀 같은 디저트를 일컫는 이름이었다. 지금처럼 젤리와 케이크가 섞인 모양의 트라이플은 18세기 문헌에서 처음 등장하며, 당시 여느 디저트처럼 오늘날에는 고기 요리로 취급될 법한 재료가 들어가기도 했다. 일각에서는 트라이플을 오늘날 흔히 찾아볼 수 있는 층층이 케이크의 기원으로 보기도 한다.

## 역사

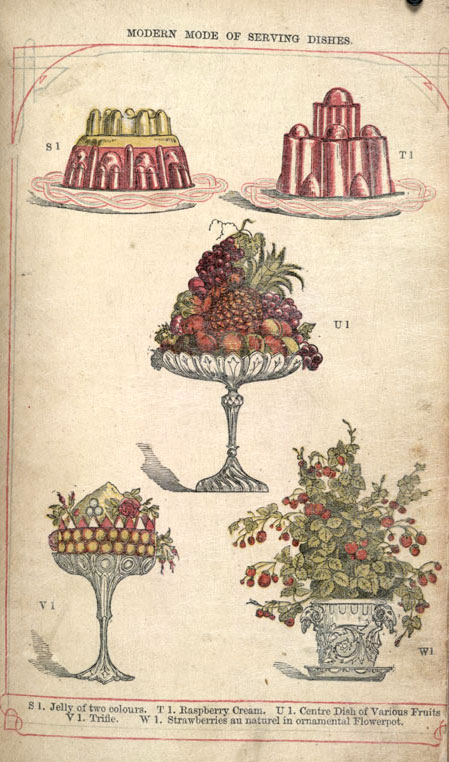
1861년 이자벨라 비튼이 쓴 <가사서> (Book of Household Management)에 실린 트라이플 삽화

1585년 잉글랜드의 토마스 도슨이 쓴 요리책 <현명한 주부의 보석> (The Good Huswifes Jewell)에서 '트라이플'이라는 요리가 소개되어 있는데 여기서는 설탕, 생강, 장미수를 첨가한 두터운 크림 디저트로 묘사된다. 사실 트라이플 자체는 프루트 풀이라는 유사 디저트에서 유래된 것으로, 호칭도 서로 바뀌어 불리는 경우가 많았다.
오늘날 볼 수 있는 젤리가 들어간 트라이플이 처음으로 문헌상에 등장한 것은 18세기 한나 글라스의 저서 <요리의 미학> (The Art of Cookery)에서다. 이 책의 소개에 따르면 사슴뿔이나 송아지 우족을 기본 재료로 쓰라고 적혀 있는데, 뼈에서 젤라틴을 뽑아 젤리 겸으로 사용하도록 한 것이다. 1861년 영국의 시인 올리버 웬들 홈스도 젤리가 들어간 트라이플에 관한 글을 남긴 바 있다.

## 종류
트라이플에는 소량의 술이 들어가기도 하는데 셰리주나 마데이라가 제일 흔하고 포르투, 펀치를 넣기도 한다. 술을 넣지 않는 경우에는 달콤한 주스나 진저 에일 같은 탄산음료를 대신 넣는다. 이는 케이크를 적시는 과정이 반드시 필요하기 때문이다. 트라이플 앞에 따로 술 이름이 붙지 않는다면 그냥 간단히 '프루트 트라이플'이라 부른다.
제일 흔히 찾아볼 수 있는 트라이플은 스폰지 케이크를 젤리에 담가 냉장 보관하여 굳힌 것이다. 적당한 비율로 섞어 넣으면 케이크와 젤리가 한 덩어리가 되는 동시에 좋은 외형을 띈다. 원래는 뻑뻑한 커스타드나 크림으로 만든 트라이플 덩어리에 생과일 내지는 과일절임이 들어간 젤리를 따로 담고, 달콤한 크림으로 정성들여 장식한 다음, 정갈하고 엄격한 조지·빅토리아 양식에 맞춰 설탕에 절인 과일과 안젤리카 조각을 조심스레 배열하는 것이 정석이었다.
스코틀랜드 사람들은 '팁시 레어드' (Tipsy laird)라는 이름의 트라이플을 먹는데 이쪽은 드람뷔나 위스키가 들어간다. 또 미국 남부에서는 '팁시 케이크' (Tipsy cake)라는 비슷한 음식이 존재한다.
트라이플은 보통 크리스마스 때 먹으며, 요리하기 버거운 크리스마스 푸딩을 대신하는 간편 디저트로 활용되기도 한다.

## 비슷한 요리
- 크레올 트리플 (Creole trifle) - 러시안 케이크, 러시안 슬래브라고도 부르는데 트라이플과는 별개의 요리지만 비슷한 면이 있다. 다양한 종류의 케이크를 으깨어 뻑뻑하게 굳힌 뒤 적포도주·럼주 같은 술과 달콤한 시럽, 과일 주스에 적신 다음 냉장시켜 만드는 디저트다. 이쪽도 트라이플처럼 종류가 다양하다.[6] 독일과 오스트리아에서는 '펀슈토르테' (Punschtorte)라고 부른다.[7]
- 추파 잉글레세 (Zuppa inglese) - 이탈리아에서 먹는 디저트로 트라이플에서 기원한 것으로 추정된다. 이름부터 '잉글랜드 수프'를 뜻한다.[8]

## 같이 보기
- 카사타
- 크레마 데 프루타
- 푸딩